# Lista över Angolas presidenter

Angolas heraldiska vapen.

Den här artikeln är en lista över personer som varit Angolas president.

## Lista över presidenter
| Namn                    | Bild | Ämbetsperiod                          |
| ----------------------- | ---- | ------------------------------------- |
| Agostinho Neto          |      | 11 november 1975 – 10 september 1979  |
| Lúcio Lara              |      | 11 september 1979 – 20 september 1979 |
| José Eduardo dos Santos |      | 21 september 1979 – 25 september 2017 |
| João Lourenço           |      | 26 september 2017–                    |